# Prieuré Saint-Pierre-et-Saint-Paul de Souvigny
Le prieuré Saint-Pierre-et-Saint-Paul de Souvigny est situé dans la commune de Souvigny, dans l'Allier, en plein cœur de l'ancienne province du Bourbonnais. Souvigny était au Moyen Âge l'une des cinq filles aînées de la puissante abbaye de Cluny, en Bourgogne. Souvigny possédait beaucoup de paroisses et de petits prieurés, dont il encaissait les revenus dans le Bourbonnais et même au-delà comme Mars-sur-Allier et Champvoux, en Nivernais. Le prieuré est rattaché au diocèse de Clermont, de la province de Bourges. Il prendra le nom de prieuré Saint-Pierre de Souvigny puis prieuré Saint-Mayeul de Souvigny, puis de nouveau Saint-Pierre.

## Historique
Au Xe siècle, le sire de Bourbon Aymar, lieutenant du duc d'Aquitaine, donne à l'abbaye de Cluny une partie de ses terres. Un monastère est alors fondé à cet emplacement entre le Xe et XIe siècles. Quelques décennies plus tard, deux illustres abbés de Cluny, Mayeul et Odilon, viennent y mourir tour à tour. Le prieuré devient alors un lieu de pèlerinage où même le roi de France Hugues Capet se rend en 996 après la mort de son ami Mayeul en 994. L'église est reconstruite pour accueillir les fidèles de plus en plus nombreux sur le modèle de Cluny III. Elle comprend alors deux transepts, un chœur et un déambulatoire, trois tours. Les ducs de Bourbon décident d'y installer leur nécropole ducale. L'édifice s'enrichit alors de chapelles puis des parties hautes sont reconstruites : la voûte sur croisées d'ogives et le chœur. L'église est consacrée en 1063 par saint Pierre Damien, alors légat en France.
En 1097, lors de son passage à Souvigny, le pape Urbain II confirme par une bulle la possession de l'église de Marigny à Bernard, quatrième prieur de Souvigny. Cette possession fut confirmée une seconde fois, le 20 février 1152, par une bulle du pape Eugène III. Au XIIe siècle, devenu un puissant prieuré, les seigneurs de Bourbon y édifient leurs tombeaux. En 1393 les visiteurs de la province prescrivent au prieur d'obliger le chantre à instruire les enfants.
Son déclin s'amorce  au XVIe siècle avec sa mise en commende. À la Révolution, on chasse les derniers moines et l'église est pillée. En 1790, la commune achète le prieuré et le revend à des particuliers.
L'église priorale est rendue au culte en 1852 et classée monument historique par arrêté du 5 août 1919.
Les arrêtés de classement aux monuments historiques en vigueur concernent les restes de l'abbaye (1926) et la totalité du prieuré (2001).
Le 19 septembre 2015, la maison de Bourbon y célèbre le onzième centenaire de sa fondation à Souvigny. Plus de 450 personnes sont alors présentes, parmi lesquelles le prince Louis de Bourbon et nombre de Bourbons issus des branches d'Espagne, de Sicile et du Luxembourg.

### Sanctuaire de la paix
Depuis l'époque médiévale, ce lieu est l'objet de pèlerinages en raison des deux abbés de Cluny qui y reposent. À la suite de la Révolution et de la destruction du tombeau des abbés en 1793, et jusqu’à l’arrivée d’une nouvelle communauté de moines (communauté Saint-Jean) en 1991, le prieuré-sanctuaire demeure une simple église paroissiale. En 2003, la prieurale est proclamée Grand Sanctuaire roman d’Auvergne. Le chemin de Saint-Jacques est rénové. Le diocèse, qui depuis longtemps entretient le prieuré, décide d’investir encore davantage pour accueillir pèlerins et touristes.
Après le départ de cette communauté en 2013, Mgr Laurent Percerou, nouvellement évêque de Moulins, fait renaître le pèlerinage aux saints abbés Mayeul et Odilon en 2016 ; 2 000 pèlerins sont à ce premier rendez-vous : des évêques, des pères-abbés, des communautés religieuses et de nombreux fidèles. Mgr Percerou y fonde un Centre diocésain d’Art Culture et Foi. L’année suivante, en 2017, il déclare ce sanctuaire Sanctuaire de la paix dans la fidélité à la vocation profonde d’Odilon de Mercœur. En effet, grand voyageur et homme de charité, cet homme institua le 2 novembre le jour des défunts ; il fut un artisan de paix dans les violences féodales de l’an mil, et promoteur de la Trêve de Dieu.

## Description
De l'ensemble, il subsiste l'église priorale, des vestiges du cloître et de la salle capitulaire ainsi que les tombeaux des Bourbons conservés dans les bras du double transept.

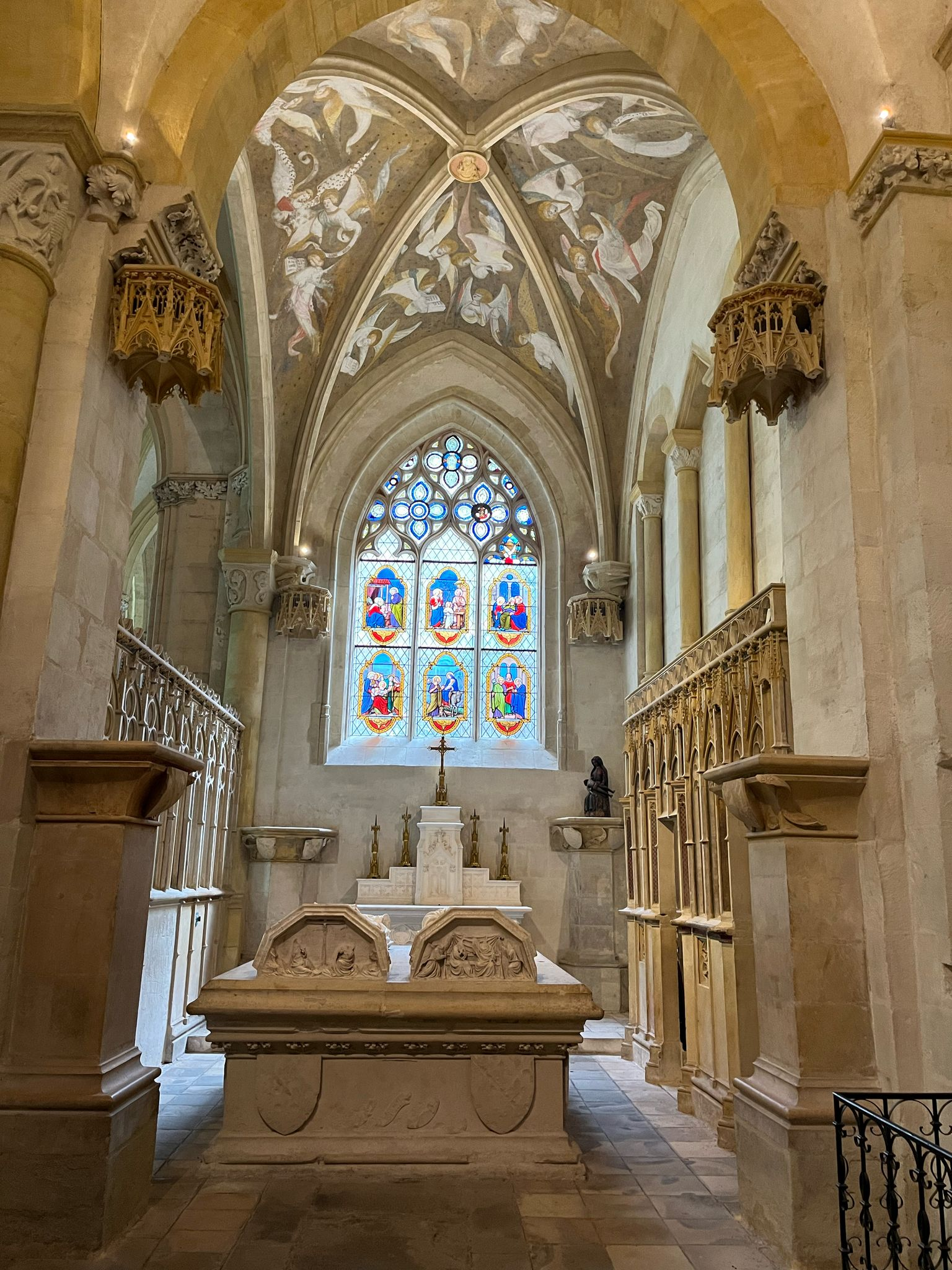
Chapelle funéraire du duc Louis II de Bourbon dite "chapelle Vieille".

### Église priorale
L'église priorale, avec son double transept et ses doubles bas-côtés, témoigne du style roman et du style gothique. La structure est romane (murs gouttereaux, etc.) mais la voûte est gothique. La façade est elle aussi reconstruite à l'époque gothique tout en conservant les deux clochers romans qui la surmontent. Ce prieuré a permis au style bourguignon de se développer dans les nombreuses églises romanes du pays de Souvigny grâce à son appartenance à la puissante abbaye de Cluny.
L'église mesure 84 mètres de longueur ; la voûte atteint 17 mètres.
Dans cette église fut retrouvé un pilier sculpté auquel fut donné le nom de Zodiaque de Souvigny ; ce pilier roman présente un calendrier avec les travaux du mois dans les champs répondant aux signes du zodiaques. Il est visible au musée de Souvigny.
La nef a été restaurée entre 2006 et 2008. Les gisants de Mayeul et Odilon de Cluny, enterrés dans l'église, mais dont la tombe avait été profanée à la Révolution française, y ont été reconstitués en 2009 à partir des morceaux trouvés lors de fouilles au début des années 2000. Ils se trouvent aujourd'hui sur une table de pierre contemporaine surmontant un caveau ajouré où est exposé un sarcophage mérovingien.
Les vitraux du chœur datent de 1438. Une partie a été détruite par une explosion au début en 1918.
À droite de la croisée du transept, la chapelle Vieille présente une voûte peinte du début du XVe siècle. Elle contient dans un mausolée les gisants de Louis II de Bourbon et d'Anne d'Auvergne, ainsi qu'une Mise au tombeau du Christ datée du XVIe siècle.
Dans la chapelle Neuve, réalisée entre 1453 et 1457 par Jean Poncelet, reposent dans le tombeau sculpté par Jacques Morel Charles Ier de Bourbon et son épouse, Agnès, ainsi que d'illustres figures du Bourbonnais comme Pierre II de Bourbon et Anne de Beaujeu.
La sacristie est peinte à fresques du XVIIIe siècle.

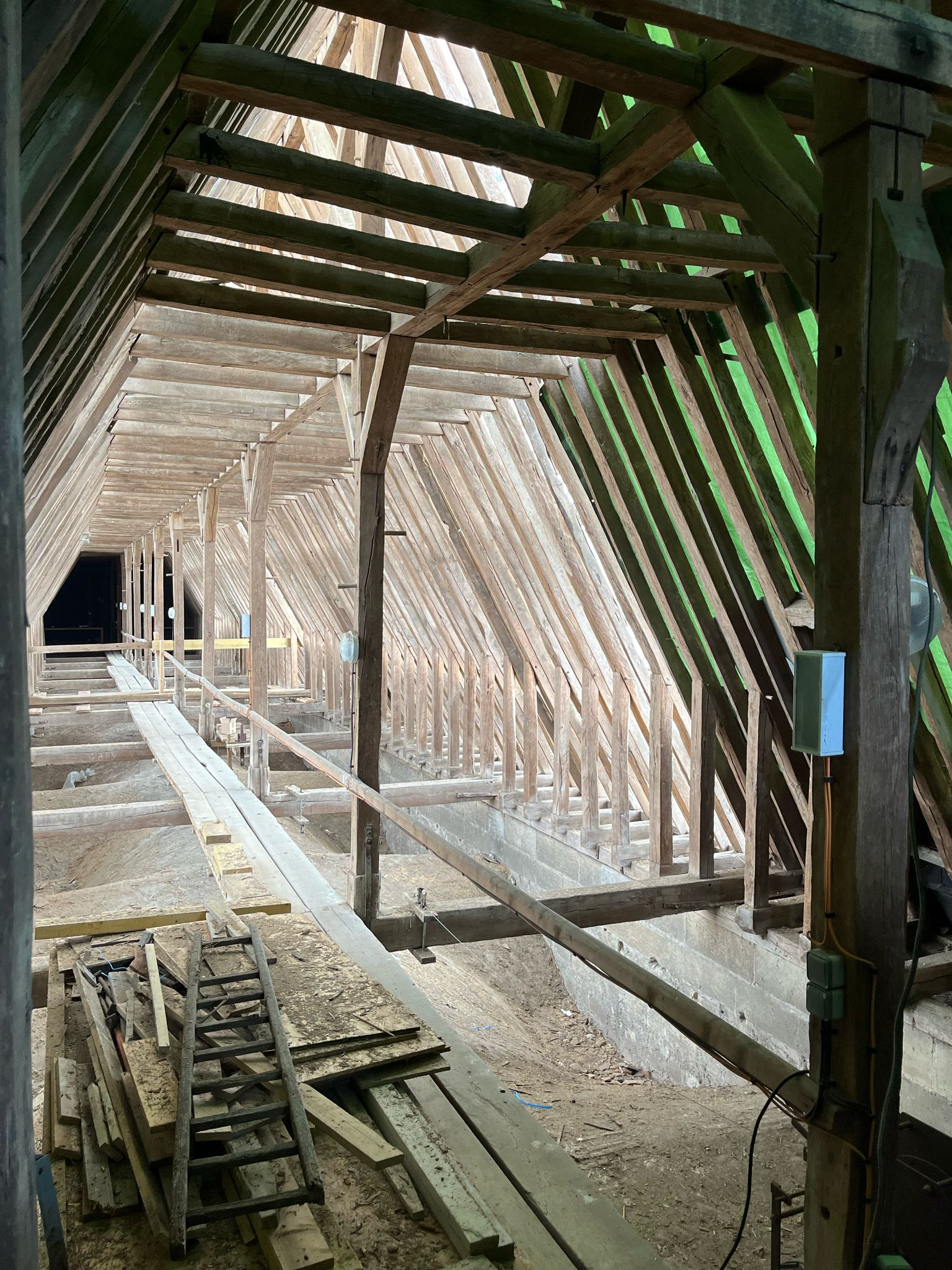
Charpente de la nef.
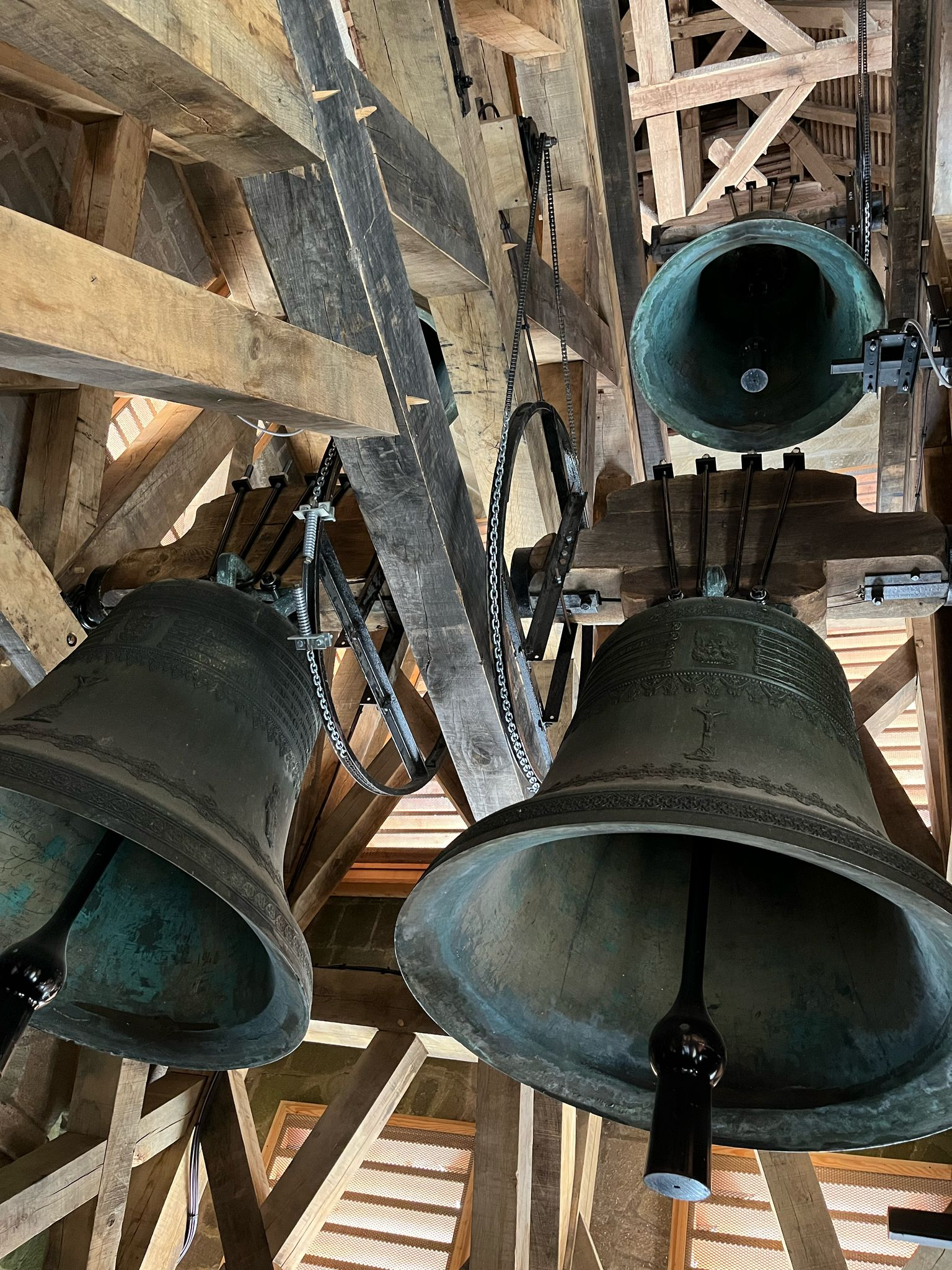
Cloches de la tour nord après restauration.

### Orgue
En 1783, le facteur du roi François-Henri Clicquot fait construire un orgue ; celui-ci accompagne les offices et fait l’objet de nombreuses manifestations musicales, notamment lors des Journées musicales d'automne. Deux associations travaillent à son entretien et à son rayonnement : Souvigny Festival (organisatrice des JMA) et l'AOCS, fondée en 2018. L'orgue baroque, célèbre, est classé aux monuments historiques depuis 1975.

### Cloître
Le cloître a été réaménagé en 1432. Aujourd'hui, il ne reste que les cinq travées de la galerie occidentale. Sur le mur méridional de l'église, les corbeaux Renaissance qui supportaient la charpente d'une partie du cloître apparaissent encore. Sur la face opposée à la portion de cloître subsistant, s'élèvent encore les derniers vestiges de la salle du chapitre.

### Jardin
Le jardin de Souvigny est à mi-chemin entre le jardin à la française et le jardin médiéval. Afin de rappeler le passé viticole du département, des pieds de vigne ont été plantés dans le fond du jardin (vin de saint-pourçain). On trouve 220 rosiers de différentes espèces, des plantes médicinales et aromatiques, des espèces rares. Depuis le grand escalier, le visiteur peut contempler l'ensemble de ce jardin où la fontaine sert d'axe de symétrie.

### La Porterie
Cette partie du prieuré correspond à une époque où les prieurs voulurent rajeunir leur résidence. La porterie avec son petit dôme central galbé, et aux lucarnes arrondies, est  un exemple typique d'architecture de l'époque Louis XIII.

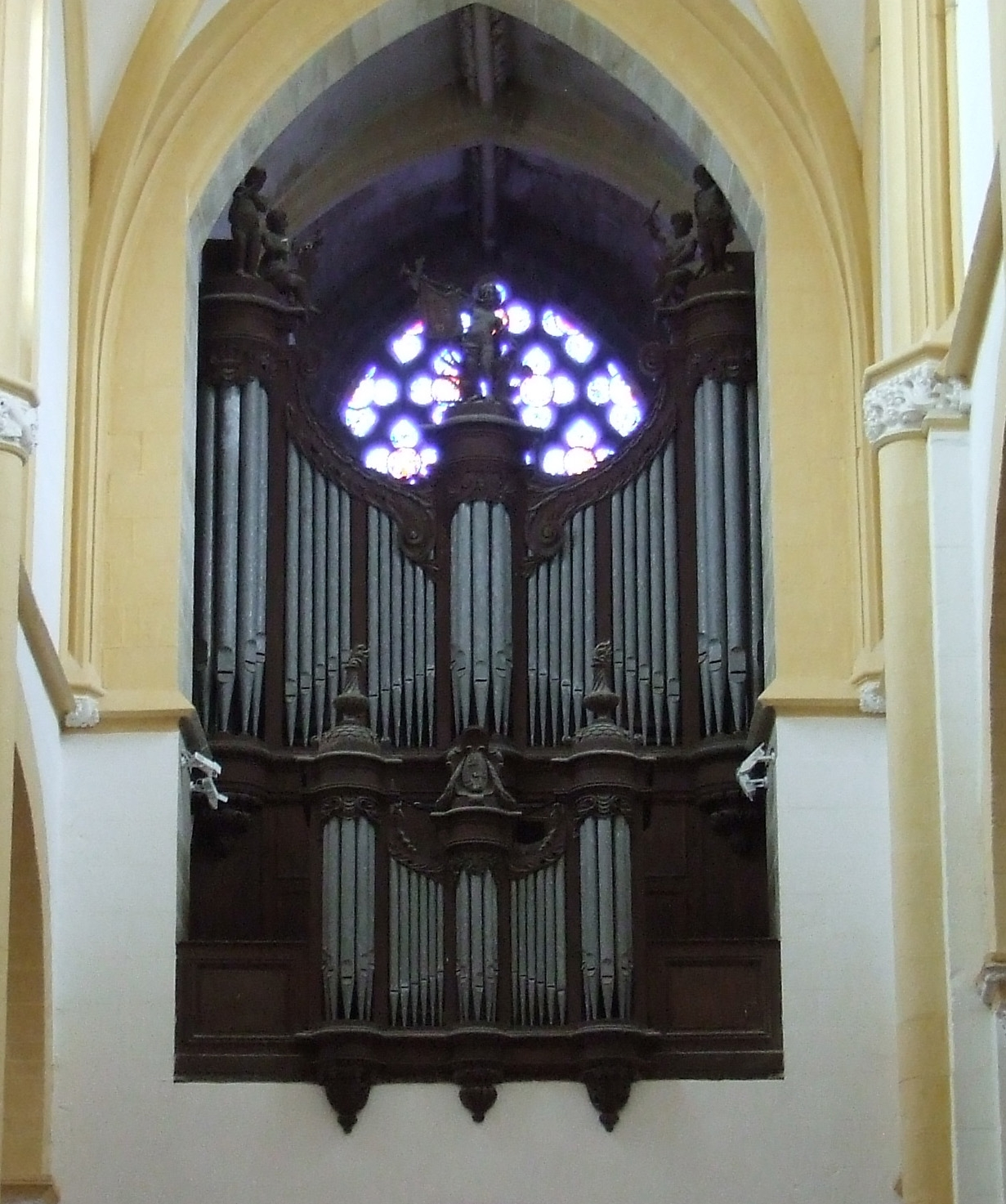
Orgue construit par François-Henri Clicquot en 1783, classé MH.
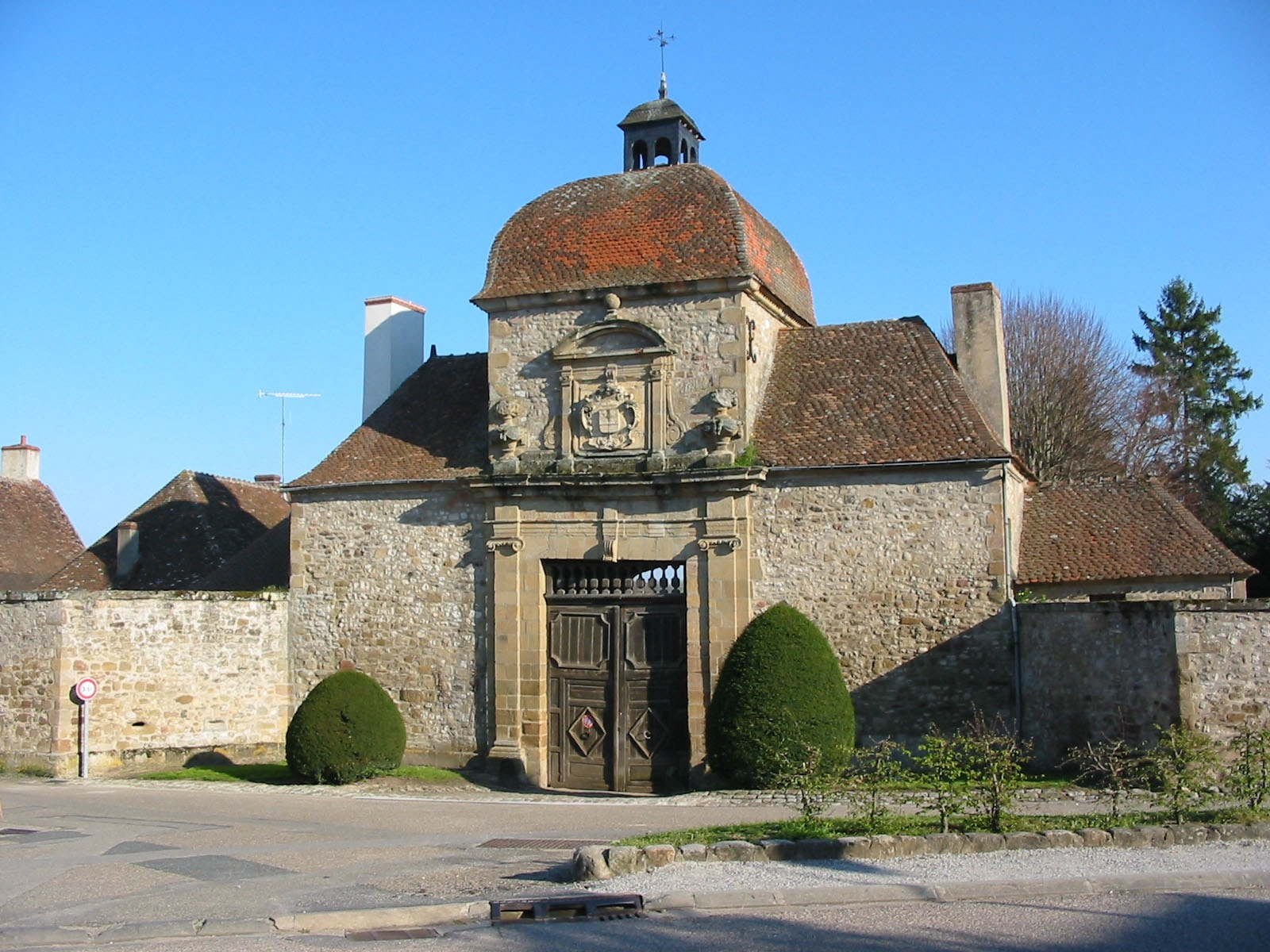
La porterie.
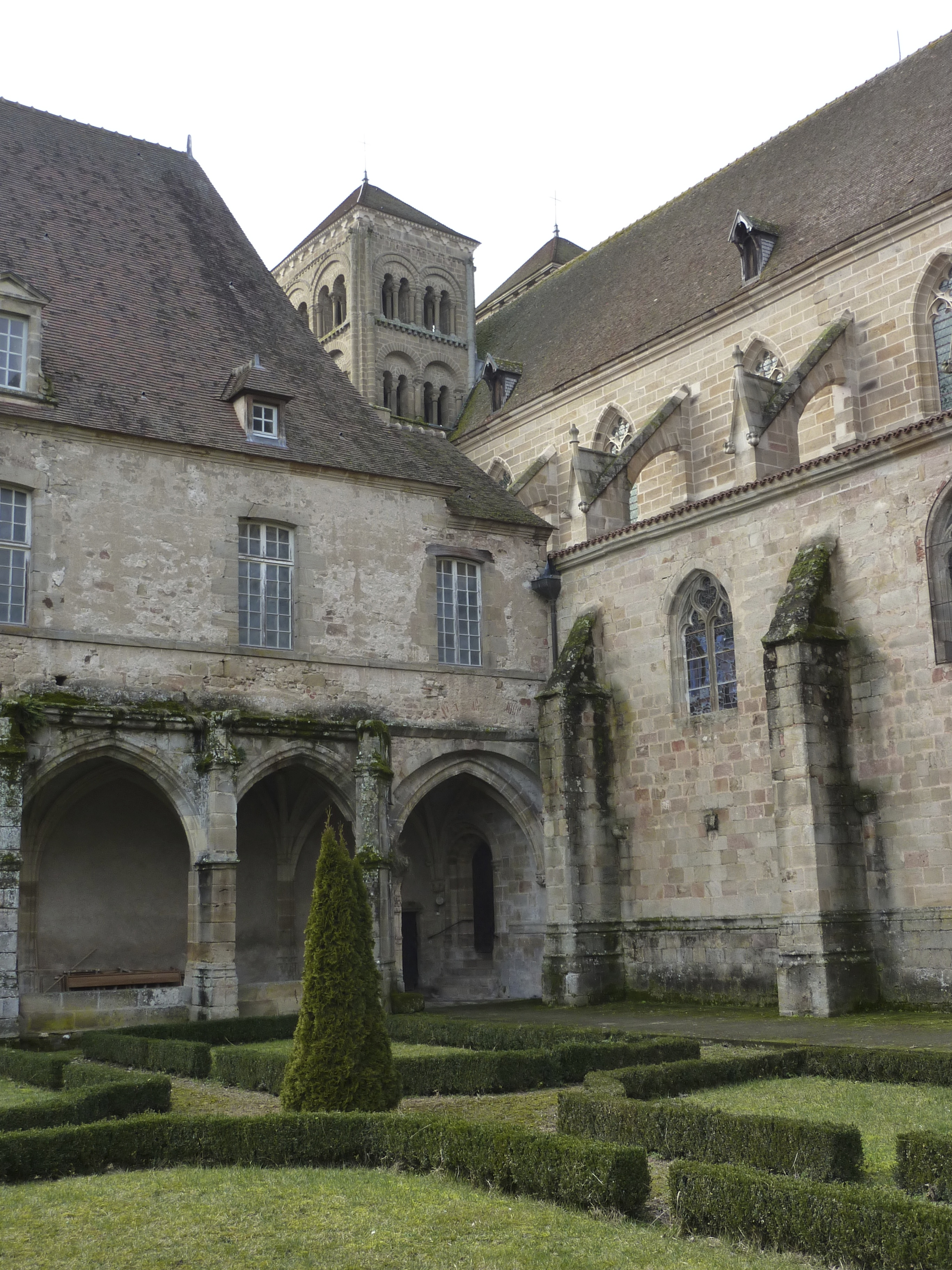
Vue du cloître.
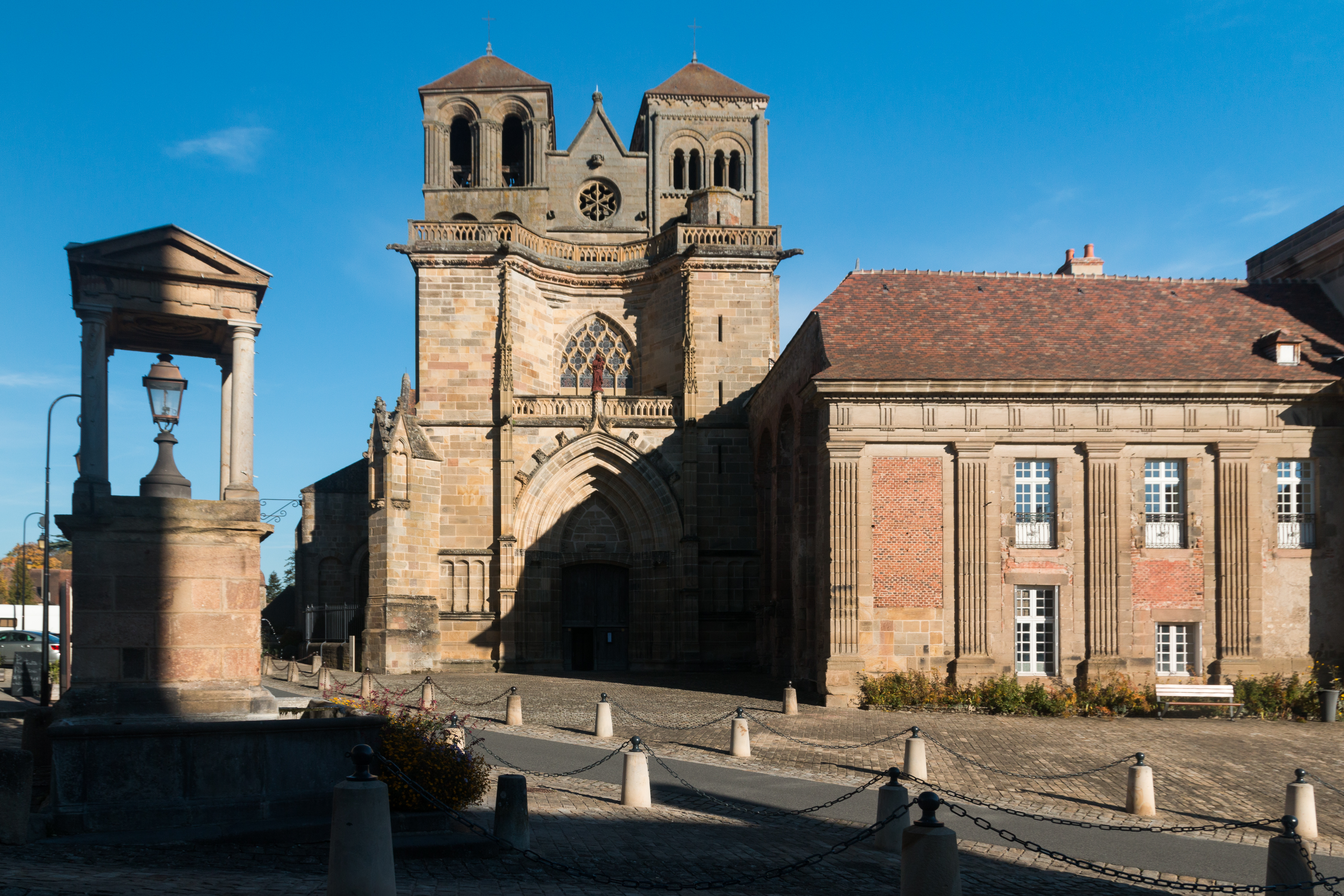
L'église prieurale.

## Propriétés, revenus
(liste non exhaustive)
Prieurés
- prieuré Saint-Patrocle de Colombier, à Colombier, acheté à l'abbaye de Saint-Martin d'Autun, au XIIe siècle ;
- prieuré Saint-Martin de Chantenay-Saint-Imbert[15] ;
- prieuré Notre-Dame de Mars-sur-Allier[16] ;
- prieuré de Montempuis[17] ;
- prieuré de Champvoux[18].

Églises et cures
- l'église paroissiale de Marigny : l'église primitive a disparu à la fin du XIe siècle pour faire place à l'église actuelle, placée sous le vocable de Saint-Pourçain et dépendant avec la cure du prieuré bénédictin de Souvigny.

## Cartulaires
- Liste des cartulaires rattachés au prieuré Saint-Pierre-et-Saint-Paul de Souvigny.

## Prieurs
Depuis la donation d'Aymar en 910 jusqu'au XIe siècle, Souvigny fut gouverné directement par les abbés de Cluny. Le monastère devient par la suite un prieuré, mais la date exacte n'est pas connue. Le premier prieur dont on garde une trace est Guy de Macon. Il fut probablement prieur entre 1078 et 1095, si l'on se réfère au Livre des anniversaires du prieuré de Souvigny.
(liste non exhaustive)
- 1097 : Dom Bernard[20] ;
- 1424 à 1454 : Dom Cholet. Il va faire procéder au réaménagement du cloître ;
- 1639 : Dom Séverin de Lanchy (originaire de Péronne).

## Moines et personnalités célèbres
- Mayeul ;
- Odilon ;
- Hugues Capet ;
- Urbain II ;
- Geoffroy d'Amboise, prieur de Souvigny de 1508 à 1518 et abbé de Cluny de 1510 à 1518.

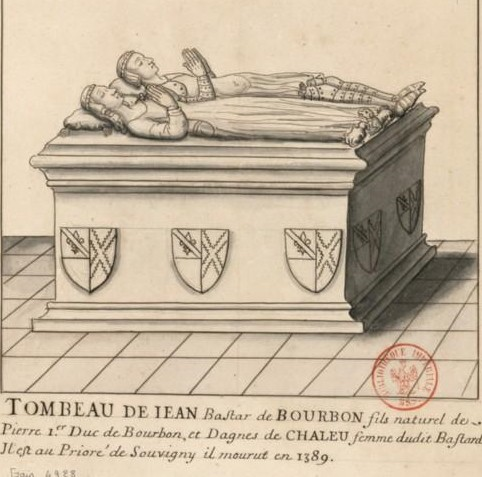
Jean de Bourbon, fils naturel de Louis Ier de Bourbon, et sa deuxième femme Agnès de Chaleu - gisants.
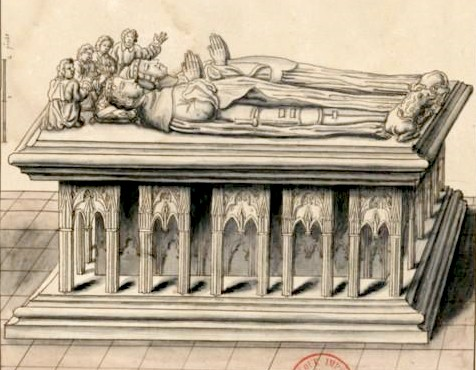
Charles Ier et Agnès de Bourgogne - gisants.
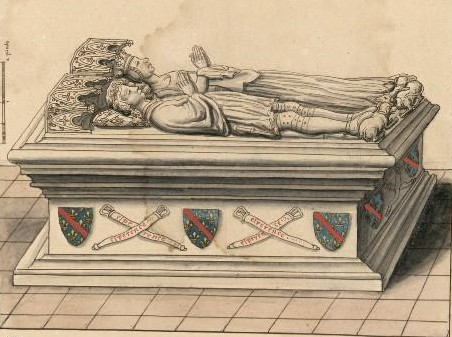
Louis II de Bourbon et Anne de Forez - gisants.
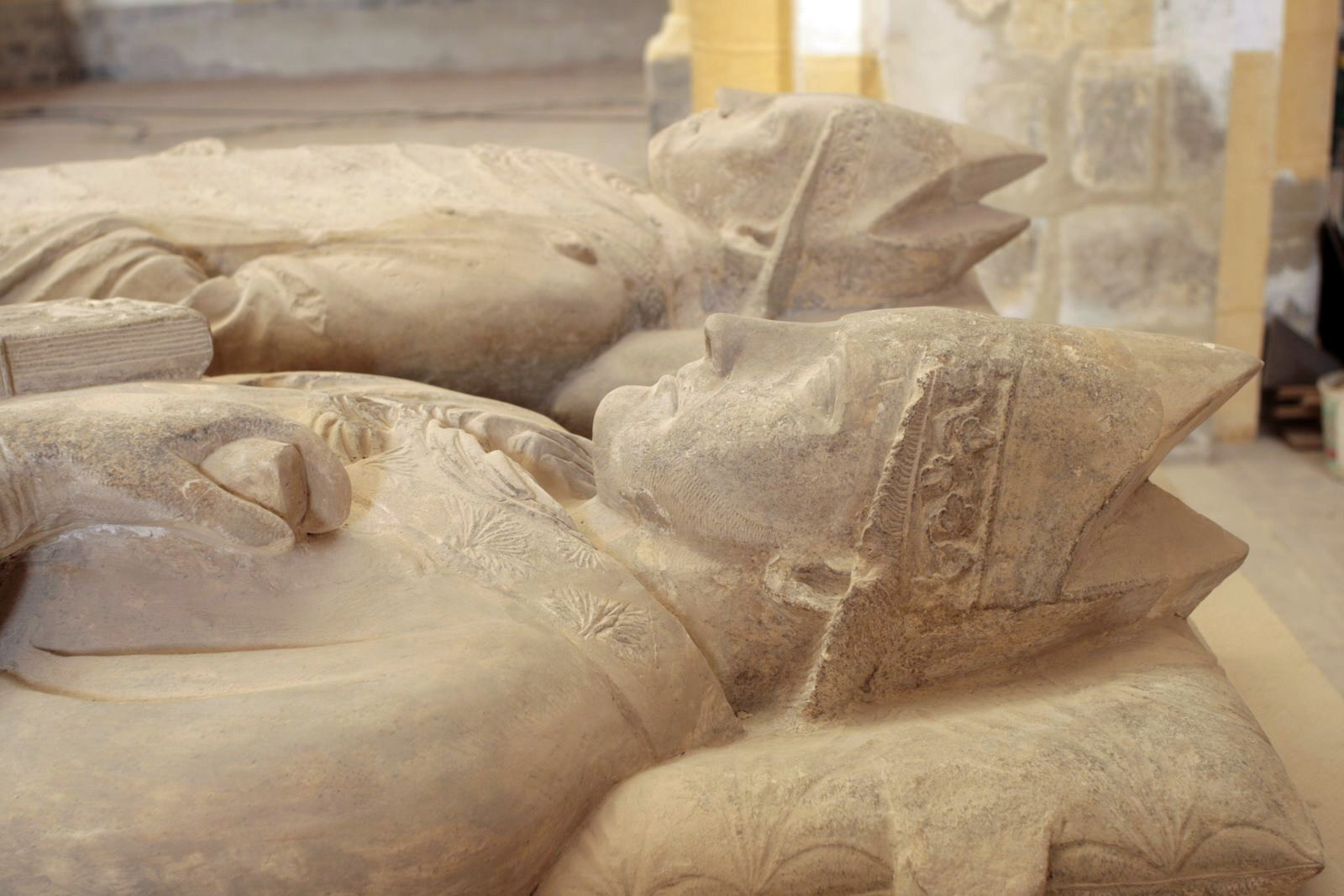
Saint Mayeul et saint Odilon, abbés de Cluny - gisants.